# 周南市
周南市（しゅうなんし）は、山口県の東南部に位置する市。

## 地理

徳山地区中心部周辺の空中写真。
2008年4月21日撮影の27枚を合成作成。。

南部は瀬戸内海に面し、臨海部は瀬戸内工業地域が広がっている。国際拠点港湾である徳山下松港とともに、主要産業である重化学工業企業が多数立地しており、これに接する形で市街地が形成されている。また、港は複数の島に囲まれており、一部は定期航路が設定されている。一方北部は中国山地の一部にあたり、農村地域が点々と存在している。
隣接する下松市や光市とは、産業・経済・交流面での結びつきが強く、3市は「周南地区」と呼称される（3市の市名から「周南・下松・光地区」と呼称されることもある）。山口県は、都市計画基本方針において、3市を人口約25万人の「周南広域都市圏」と定義している。
面積は約656.29km2で、県内19市町中、萩市に次ぐ第5位。
市域は旧都濃郡と近しいが、下松市が外れ熊毛郡熊毛町が入る。また、周南市発足以前の合併によって旧佐波郡の一部を含む。

### 気候
北部は、錦川の上流にあたる鹿野盆地などでは冬季には積雪がある。一方、瀬戸内海に面した南部には平野が広がり、気候も比較的温暖で、年に数えるほどしか積雪することはない。
なお、気象庁の一次細分区域は、山口市や防府市と同じ中部にあたる。
| 和田（1991年 - 2020年）の気候      | 和田（1991年 - 2020年）の気候 | 和田（1991年 - 2020年）の気候 | 和田（1991年 - 2020年）の気候 | 和田（1991年 - 2020年）の気候 | 和田（1991年 - 2020年）の気候 | 和田（1991年 - 2020年）の気候 | 和田（1991年 - 2020年）の気候 | 和田（1991年 - 2020年）の気候 | 和田（1991年 - 2020年）の気候 | 和田（1991年 - 2020年）の気候 | 和田（1991年 - 2020年）の気候 | 和田（1991年 - 2020年）の気候 | 和田（1991年 - 2020年）の気候 |
| 月                                 | 1月                           | 2月                           | 3月                           | 4月                           | 5月                           | 6月                           | 7月                           | 8月                           | 9月                           | 10月                          | 11月                          | 12月                          | 年                            |
| ---------------------------------- | ----------------------------- | ----------------------------- | ----------------------------- | ----------------------------- | ----------------------------- | ----------------------------- | ----------------------------- | ----------------------------- | ----------------------------- | ----------------------------- | ----------------------------- | ----------------------------- | ----------------------------- |
| 降水量 mm （inch）                 | 75.2 (2.961)                  | 101.2 (3.984)                 | 170.7 (6.72)                  | 217.6 (8.567)                 | 252.6 (9.945)                 | 302.8 (11.921)                | 355.1 (13.98)                 | 195.1 (7.681)                 | 195.5 (7.697)                 | 106.6 (4.197)                 | 93.3 (3.673)                  | 75.7 (2.98)                   | 2,133 (83.976)                |
| 平均降水日数 （≥1.0 mm）           | 10.1                          | 10.5                          | 11.5                          | 10.4                          | 9.9                           | 12.6                          | 12.4                          | 10.3                          | 10.0                          | 7.1                           | 7.6                           | 9.7                           | 122.3                         |
| 出典1：Japan Meteorological Agency |                               |                               |                               |                               |                               |                               |                               |                               |                               |                               |                               |                               |                               |
| 出典2：気象庁                      |                               |                               |                               |                               |                               |                               |                               |                               |                               |                               |                               |                               |                               |

### 隣接している自治体
- 山口県
  - 下松市
  - 光市
  - 防府市
  - 山口市
  - 岩国市
- 島根県
  - 鹿足郡吉賀町

### 地名
周南市の地名を参照。

## 歴史

### 市名の由来
周南市は、2003年（平成15年）4月に徳山市、新南陽市、熊毛町、鹿野町の2市2町が新設合併し発足した。市名は、2001年（平成13年）当時の3市2町（徳山市、下松市、新南陽市、熊毛町、鹿野町）合併協議会において決定したものを、下松市が合併協議から離脱した後に設立された2市2町合併協議会が引き継いだものである。
新市名の案は、当時の3市2町の住民からの公募で選ばれた。「周南」とは周防国の南部という意味で（方角地名）、山口県の瀬戸内海沿岸の広い地域を指す名称（広域地名）として使用されてきた。昭和後期以降、当時の4市4町（徳山市、下松市、光市、新南陽市、熊毛町、鹿野町、大和町、田布施町）において広域合併の議論が高まるにつれ、この合併構想が「周南合併」と呼称されるようになり、主に4市4町を指す呼称として浸透していった。
また、平成の大合併において人口10万人以上の市を含む合併（新設・編入は問わない）において、最大規模の市の名を引き継がなかったのは首都圏を除けば唯一の例である。なお、新市名の最終6候補には徳山市も含まれており、他には、とくやま市、のぞみ市、東山口市、毛利市が候補に挙がっていた。

### 年表

#### 古代
- 622年（推古天皇30年） - 宇佐八幡宮の分霊社として、遠石八幡宮が建立。

#### 中世・近世
- 1374年（応永7年） - 漢陽寺が開山。
- 1650年（慶安3年）9月28日 - 下松藩庁が野上村に移され、野上を徳山と改称（徳山藩祖 毛利就隆）。
- 1715年（正徳5年） - 万役山事件。
- 1716年（正徳6年）4月 - 前年の万役山事件により徳山藩改易。
- 1719年（享保4年）5月 - 徳山藩再興。

#### 近代
- 1897年（明治30年）9月 - 山陽鉄道広島駅〜徳山駅間が延伸開業（現在の山陽本線）。
- 1898年（明治31年）3月 - 山陽鉄道徳山駅〜三田尻駅間が開業。
- 1904年（明治37年） - 海軍煉炭製造所（後の海軍燃料廠）が設けられる。
- 1918年（大正7年）2月 - 日本曹達工業（現在のトクヤマ）が設立。
  - 7月 - 徳山湾に停泊していた戦艦河内が爆発事故を起こし沈没。
- 1922年（大正11年） - 児玉神社が創建。徳山港（後の徳山下松港）開港。
- 1930年（昭和5年）11月17日 - 徳山無尽共益株式会社（西京銀行の前身）設立。
- 1932年（昭和7年）5月 - 岩徳西線として櫛ケ浜駅 - 周防花岡駅間が開業（現在の岩徳線）。
- 1936年（昭和11年） - 東洋曹達工業（現在の東ソー）南陽工場が操業開始。
- 1940年（昭和15年）10月 - 向道ダムが竣工。
- 1941年（昭和16年）11月3日 - 都濃郡富岡村が都濃郡富田町に編入。
- 1945年（昭和20年）
  - 5月 - 海軍燃料廠を狙った空襲（徳山大空襲）。
  - 7月 - 徳山空襲により徳山市街地が壊滅。

#### 現代
- 1953年（昭和28年）8月 - 徳山競艇場が開場。
- 1956年（昭和31年）4月 - 株式会社ラジオ山口（現在の山口放送）が開局。
- 1957年（昭和32年）3月 - 旧海軍燃料廠跡地に出光興産徳山製油所が操業開始。
- 1960年（昭和35年）3月 - 徳山市立動物園（現在の周南市徳山動物園）が開園。
- 1962年（昭和37年） - 川上ダムが竣工。
- 1965年（昭和40年） - 菅野ダムが竣工。
- 1971年（昭和46年）4月 - 徳山大学が開学。
- 1973年（昭和48年）7月7日 - 出光石油化学徳山工場で爆発火災事故。
- 1975年（昭和50年）6月 - 周南バイパスが全通。
- 1980年（昭和55年）10月17日 - 中国自動車道・鹿野IC - 山口IC間が開通。
- 1982年（昭和57年）11月 - 徳山市文化会館（現在の周南市文化会館）が開館。
- 1986年（昭和61年）3月27日 - 山陽自動車道・徳山西IC-防府東ICが開通。
- 1990年（平成2年）
  - 3月30日 - 山陽自動車道・徳山東IC-徳山西ICが開通。
  - 12月20日 - 山陽自動車道・熊毛IC-徳山東ICが開通。
- 1992年（平成4年）7月 - 徳山市総合スポーツセンター（現在の周南市総合スポーツセンター）が竣工。
- 1995年（平成7年）8月 - 永源山公園にゆめ風車が竣工。
- 1995年（平成7年）9月4日 - 徳山市美術博物館（現在の周南市美術博物館）が開館。
- 2003年（平成15年）4月21日 - 徳山市・新南陽市・熊毛郡熊毛町・都濃郡鹿野町が合併して周南市が発足。これにより、都濃郡が消滅。
- 2011年（平成23年）11月13日 - 東ソー南陽事業所で爆発火災事故。
- 2014年（平成26年）3月14日 - 出光興産徳山製油所が原油の精製を終了（製油所の名称廃止は31日）[注釈 1]

### 周南合併
周南地区の市町合併は周南合併と呼ばれ、 2003年（平成15年）4月の周南市の誕生は、いわゆる「平成の大合併」の、山口県内における初の事例となった。1980年代後半ごろから周南地域における市町の合併機運が高まり、4市4町（徳山市、下松市、光市、新南陽市、熊毛町、田布施町、大和町、鹿野町）を中心とした合併が模索されてきた。
- 1991年（平成2年）5月 - 徳山市、下松市、光市による周南都市合併調査研究会が発足。
- 1992年（平成3年） - 周南都市合併調査研究会に新南陽市、大和町、田布施町、鹿野町、熊毛町が参加。
- 1999年（平成11年）
  - 1月 - 徳山市、下松市、新南陽市による3市合併協議会が設立。
  - 7月 - 合併協議会に熊毛町、鹿野町が加入。3市2町合併協議会となる。
- 2001年（平成13年）
  - 11月 - 3市2町合併協議会において、新市名が「周南市」に決定。
  - 12月 - 3市2町合併協議会において、合併の期日が 2003年（平成15年）4月21日に決定。
    - 期日の決定を巡り対立した井川成正下松市長が抗議のため途中退席。
- 2002年（平成14年）
  - 1月 - 下松市が3市2町合併協議会を欠席、事実上の離脱。
  - 5月 - 3市2町合併協議会が休止。
  - 6月 - 徳山市、新南陽市、熊毛町、鹿野町による2市2町合併協議会が設立。
- 2003年（平成15年）4月 - 周南市の発足に伴い、2市2町合併協議会、3市2町合併協議会が解散。

2市2町合併協議会の設立の際、2市2町の合併は「先行合併」と位置付けられたが、2003年の合併以後、周南市、下松市、光市において合併を求める機運は薄くなっており、更なる合併に向けた目立った動きはみられない。
旧熊毛町においては、市外局番や、消防・警察の所轄が市内の他の地区と異なるほか、市役所本庁（旧徳山市中心部）へ最短で移動する場合に下松市を経由する必要がある状況となっている。

### 市域の変遷
| 町村制施行（1889年） | 1889年 - 1926年       | 1926年 - 1954年            | 1926年 - 1954年      | 1926年 - 1954年      | 1926年 - 1954年      | 1955年 - 1989年            | 1955年 - 1989年           | 1989年 - 現在        | 現在                 |
| -------------------- | --------------------- | -------------------------- | -------------------- | -------------------- | -------------------- | -------------------------- | ------------------------- | -------------------- | -------------------- |
| 鹿野村               | 鹿野村                | 1940年11月3日 鹿野町       | 1940年11月3日 鹿野町 | 1940年11月3日 鹿野町 | 1940年11月3日 鹿野町 | 1940年11月3日 鹿野町       | 鹿野町                    | 2003年4月21日 周南市 | 2003年4月21日 周南市 |
| 須金村               | 須金村                | 須金村                     | 須金村               | 須金村               | 須金村               | 1955年7月20日 鹿野町に編入 | 鹿野町                    | 2003年4月21日 周南市 | 2003年4月21日 周南市 |
| 須金村               | 須金村                | 須金村                     | 須金村               | 須金村               | 須金村               | 1955年7月20日 都濃町       | 1966年1月1日 德山市に編入 | 2003年4月21日 周南市 | 2003年4月21日 周南市 |
| 須々万村             | 須々万村              | 須々万村                   | 須々万村             | 須々万村             | 1954年12月1日 都濃町 | 1955年7月20日 都濃町       | 1966年1月1日 德山市に編入 | 2003年4月21日 周南市 | 2003年4月21日 周南市 |
| 中須村               |                       |                            |                      |                      | 1954年12月1日 都濃町 | 1955年7月20日 都濃町       | 1966年1月1日 德山市に編入 | 2003年4月21日 周南市 | 2003年4月21日 周南市 |
| 長穂村               |                       |                            |                      |                      | 1954年12月1日 都濃町 | 1955年7月20日 都濃町       | 1966年1月1日 德山市に編入 | 2003年4月21日 周南市 | 2003年4月21日 周南市 |
| 向道村               | 向道村                | 向道村                     | 向道村               | 向道村               | 向道村               | 1955年10月1日 德山市に編入 | 德山市                    | 2003年4月21日 周南市 | 2003年4月21日 周南市 |
| 德山村               | 1900年10月15日 德山町 | 1935年10月15日 德山市      | 1944年4月1日 德山市  | 德山市               | 德山市               | 德山市                     | 德山市                    | 2003年4月21日 周南市 | 2003年4月21日 周南市 |
| 加見村               | 加見村                | 1942年4月1日 德山市に編入  | 1944年4月1日 德山市  | 德山市               | 德山市               | 德山市                     | 德山市                    | 2003年4月21日 周南市 | 2003年4月21日 周南市 |
| 久米村               |                       | 1942年4月1日 德山市に編入  | 1944年4月1日 德山市  | 德山市               | 德山市               | 德山市                     | 德山市                    | 2003年4月21日 周南市 | 2003年4月21日 周南市 |
| 太華村               | 太華村                | 1940年4月29日 櫛浜町       | 1944年4月1日 德山市  | 德山市               | 德山市               | 德山市                     | 德山市                    | 2003年4月21日 周南市 | 2003年4月21日 周南市 |
| 大津島村             |                       |                            | 1944年4月1日 德山市  | 德山市               | 德山市               | 德山市                     | 德山市                    | 2003年4月21日 周南市 | 2003年4月21日 周南市 |
| 夜市村               |                       |                            | 1944年4月1日 德山市  | 德山市               | 德山市               | 德山市                     | 德山市                    | 2003年4月21日 周南市 | 2003年4月21日 周南市 |
| 戸田村               |                       |                            | 1944年4月1日 德山市  | 德山市               | 德山市               | 德山市                     | 德山市                    | 2003年4月21日 周南市 | 2003年4月21日 周南市 |
| 湯野村               |                       |                            | 1944年4月1日 德山市  | 德山市               | 德山市               | 德山市                     | 德山市                    | 2003年4月21日 周南市 | 2003年4月21日 周南市 |
| 富田村               | 1915年11月10日 富田町 | 1915年11月10日 富田町      | 1944年4月1日 德山市  | 1949年8月1日 富田町  | 1953年10月1日 南陽町 | 1953年10月1日 南陽町       | 1970年11月1日 新南陽市    | 2003年4月21日 周南市 | 2003年4月21日 周南市 |
| 富岡村               | 富岡村                | 1941年11月3日 富田町に編入 | 1944年4月1日 德山市  | 1949年8月1日 富田町  | 1953年10月1日 南陽町 | 1953年10月1日 南陽町       | 1970年11月1日 新南陽市    | 2003年4月21日 周南市 | 2003年4月21日 周南市 |
| 福川村               | 1912年1月1日 福川町   | 1912年1月1日 福川町        | 1944年4月1日 德山市  | 1949年9月1日 福川町  | 1953年10月1日 南陽町 | 1953年10月1日 南陽町       | 1970年11月1日 新南陽市    | 2003年4月21日 周南市 | 2003年4月21日 周南市 |
| 佐波郡 和田村        | 佐波郡 和田村         | 佐波郡 和田村              | 佐波郡 和田村        | 佐波郡 和田村        | 佐波郡 和田村        | 1955年11月1日 南陽町に編入 | 1970年11月1日 新南陽市    | 2003年4月21日 周南市 | 2003年4月21日 周南市 |
| 三丘村               | 三丘村                | 三丘村                     | 三丘村               | 三丘村               | 三丘村               | 1956年9月30日 熊毛町       | 1956年9月30日 熊毛町      | 2003年4月21日 周南市 | 2003年4月21日 周南市 |
| 高水村               |                       |                            |                      |                      |                      | 1956年9月30日 熊毛町       | 1956年9月30日 熊毛町      | 2003年4月21日 周南市 | 2003年4月21日 周南市 |
| 勝間村               |                       |                            |                      |                      |                      | 1956年9月30日 熊毛町       | 1956年9月30日 熊毛町      | 2003年4月21日 周南市 | 2003年4月21日 周南市 |
| 八代村               |                       |                            |                      |                      |                      | 1956年9月30日 熊毛町       | 1956年9月30日 熊毛町      | 2003年4月21日 周南市 | 2003年4月21日 周南市 |

## 地域

### 人口
| |                                        |  |
| 周南市と全国の年齢別人口分布（2005年） | 周南市の年齢・男女別人口分布（2005年） |  |
| ■紫色 ― 周南市 ■緑色 ― 日本全国 | ■青色 ― 男性 ■赤色 ― 女性              |  |
| 周南市（に相当する地域）の人口の推移 \| 1970年（昭和45年） \| 146,312人 \| \| \| 1975年（昭和50年） \| 158,208人 \| \| \| 1980年（昭和55年） \| 166,318人 \| \| \| 1985年（昭和60年） \| 167,302人 \| \| \| 1990年（平成2年） \| 164,594人 \| \| \| 1995年（平成7年） \| 161,562人 \| \| \| 2000年（平成12年） \| 157,383人 \| \| \| 2005年（平成17年） \| 152,387人 \| \| \| 2010年（平成22年） \| 149,487人 \| \| \| 2015年（平成27年） \| 144,842人 \| \| \| 2020年（令和2年） \| 137,540人 \| \| |                                        |  |
| 総務省統計局 国勢調査より |                                        |  |
| 1970年（昭和45年） | 146,312人                              |  |
| 1975年（昭和50年） | 158,208人                              |  |
| 1980年（昭和55年） | 166,318人                              |  |
| 1985年（昭和60年） | 167,302人                              |  |
| 1990年（平成2年） | 164,594人                              |  |
| 1995年（平成7年） | 161,562人                              |  |
| 2000年（平成12年） | 157,383人                              |  |
| 2005年（平成17年） | 152,387人                              |  |
| 2010年（平成22年） | 149,487人                              |  |
| 2015年（平成27年） | 144,842人                              |  |
| 2020年（令和2年） | 137,540人                              |  |

国立社会保障・人口問題研究所が2018年に発表した『日本の地域別将来推計人口（平成30（2018）年推計）』では、2045年時点での周南市の人口予は107,540人（2015年を100とすると74.2）と推計されている。隣接する自治体では、下松市50,419人（同90.3）、光市35,636人（同69.4）、防府市101,202人（同87.3）、山口市178,452人（同90.4）、岩国市89,637人（同65.5）である。

### 地域
周南市都市計画マスタープランに基づく7地域、周南市公共施設再配置計画に基づく31地区に分類される。
- 中心地域
  - 徳山小学校区、遠石地区、今宿地区、岐山地区、周陽地区、秋月地区、桜木地区、久米地区、櫛浜地区、富田東地区、富田西地区、福川地区
- 西部地域
  - 湯野地区、戸田地区、夜市地区
- 北西部地域
  - 菊川地区
- 東部地域
  - 三丘地区、高水地区、勝間地区、大河内地区
- 島しょ部地域
  - 鼓南地区、大津島地区
- 北部地域
  - 須々万地区、長穂地区、中須地区、須金地区、大道理地区、大向地区、和田地区、八代地区
- 中山間部地域[注釈 2]
  - 鹿野地区

徳山駅周辺の中心市街地では、銀座、新宿、原宿、晴海、有楽町、代々木、千代田など、東京の地名が多く住居表示に使われている。これらは第二次世界大戦後に施工された戦災復興土地区画整理事業に伴い新たに命名された地名である。

## 行政

### 市長
- 市長：藤井律子
  - 副市長：佐田邦男

#### 歴代市長
| 代 | 氏名       | 就任          | 離任          | 任期数 | 市長就任前の主な経歴                     |
| -- | ---------- | ------------- | ------------- | ------ | ---------------------------------------- |
| 1  | 河村和登   | 2003年5月25日 | 2007年5月24日 | 1      | 徳山市長、徳山市議会議長、徳山市議会議員 |
| 2  | 島津幸男   | 2007年5月25日 | 2011年5月24日 | 1      | 会社社長                                 |
| 3  | 木村健一郎 | 2011年5月25日 | 2019年5月24日 | 2      | 元山口県議会議員、司法書士               |
| 4  | 藤井律子   | 2019年5月25日 |               |        | 元山口県議会議員                         |

### 市役所・総合支所・支所

#### 市役所
- 本庁舎（本館）

#### 総合支所
- 新南陽総合支所
- 熊毛総合支所
- 鹿野総合支所
旧鹿野町役場（1971年建設）を利用していたが、老朽化により、旧鹿野公民館を解体して移転することになった[12]。2024年（令和6年）12月23日に周南市大字鹿野上3189番地の1（旧鹿野公民館跡）の新庁舎に移転する[13][14]。

#### 支所
- 櫛浜支所
- 鼓南支所
- 大津島支所
- 久米支所
- 菊川支所

- 夜市支所
- 戸田支所
- 湯野支所
- 和田支所
- 向道支所

- 長穂支所
- 須々万支所
- 中須支所
- 須金支所
- 八代支所

## 議会

### 市議会
- 定数：30名
- 任期：2024年6月20日 - 2028年6月19日
- 議長：福田健吾
- 副議長：井本義朗

| 会派名         | 議席数 | 議員名（◎は代表者、○は副代表者）                                       |
| -------------- | ------ | ---------------------------------------------------------------------- |
| 志高会         | 7      | ◎岩田淳司、○𠮷安新太、古賀洋子、土屋晴巳、服部恭弥、福田健吾、藤井康弘 |
| 未来ラボ       | 5      | ◎山本真吾、○清水芳将、井本義朗、佐々木照彦、貞本昌也                   |
| 公明党         | 4      | ◎金子優子、○遠藤伸一、江崎加代子、小池一正                             |
| 自由民主党周南 | 4      | ◎青木義雄、○篠田裕二郎、有田力、小林正樹                               |
| 輝             | 3      | ◎細田憲司、○福田文治、河井美和子                                       |
| 幸友会         | 3      | ◎古谷幸男、○友田秀明、島津幸男                                         |
| 市民の会       | 2      | ◎小林雄二、○西尾孝夫                                                   |
| 日本共産党     | 2      | ◎渡辺君枝、○藤井直子                                                   |
| 計             | 30     |                                                                        |

2024年6月24日現在。

### 県議会
2023年山口県議会議員選挙
- 定数：5人
- 選挙区：周南市選挙区
- 投票日：2023年4月9日
- 当日有権者数：115,354人
- 投票率：40.84％

| 候補者名   | 当落 | 年齢 | 党派名     | 新旧別 | 得票数  |
| ---------- | ---- | ---- | ---------- | ------ | ------- |
| 上岡康彦   | 当   | 62   | 公明党     | 現     | 8,388票 |
| 福田吏江子 | 当   | 40   | 無所属     | 新     | 7,504票 |
| 友広巌     | 当   | 66   | 自由民主党 | 現     | 7,384票 |
| 坂本心次   | 当   | 57   | 自由民主党 | 現     | 6,410票 |
| 大内一也   | 当   | 49   | 国民民主党 | 現     | 5,936票 |
| 戸倉多香子 | 落   | 63   | 立憲民主党 | 現     | 5,910票 |
| 新造健次郎 | 落   | 58   | 自由民主党 | 現     | 5,080票 |

### 衆議院
山口県第1区
- 選挙区：山口1区（山口市（山口・小郡・秋穂・阿知須・徳地の各総合支所管内）、防府市、周南市の一部）
- 投票日：2021年10月31日
- 当日有権者数：356,209人
- 投票率：48.50％

| 当落 | 候補者名 | 年齢 | 所属党派   | 新旧別 | 得票数    | 重複 |
| ---- | -------- | ---- | ---------- | ------ | --------- | ---- |
| 当   | 高村正大 | 50   | 自由民主党 | 前     | 118,882票 | ○    |
|      | 大内一也 | 48   | 立憲民主党 | 新     | 50,684票  | ○    |

山口県第2区
- 選挙区：山口2区（下松市、岩国市、光市、柳井市、周南市（旧熊毛町域）、大島郡、玖珂郡、熊毛郡）
- 投票日：2023年4月23日
- 当日有権者数：279,203人
- 投票率：42.41％

| 当落 | 候補者名 | 年齢 | 所属党派   | 新旧別 | 得票数   |
| ---- | -------- | ---- | ---------- | ------ | -------- |
| 当   | 岸信千世 | 31   | 自由民主党 | 新     | 61,369票 |
|      | 平岡秀夫 | 69   | 無所属     | 元     | 55,601票 |

## 公共施設

### 図書館
- 周南市立図書館
  - 中央図書館
  - 新南陽図書館（周南市学び・交流プラザ内）
  - 福川図書館（新南陽ふれあいセンター内）
  - 熊毛図書館
  - 鹿野図書館
  - 徳山駅前図書館（周南市徳山駅前賑わい交流施設内）

### 文化施設・ホール
- 周南市文化会館
- 周南市美術博物館

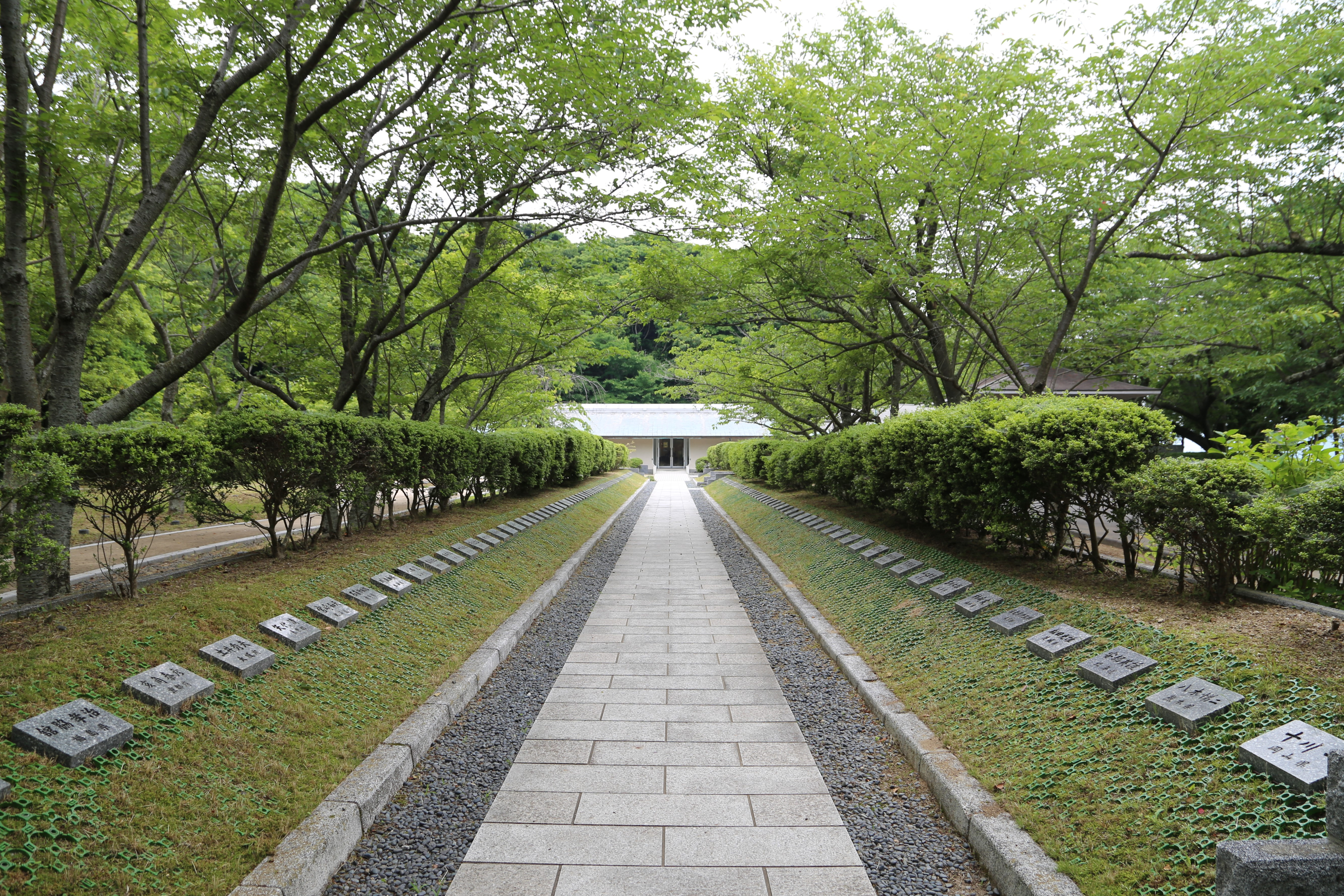
回天記念館

- 周南市郷土美術資料館・尾崎正章記念館（永源山公園内）
- 周南市回天記念館
- 周南市大田原自然の家

### 体育施設
- 周南緑地内
  - 周南市総合スポーツセンター
  - 周南市陸上競技場
  - 周南市野球場
  - 周南市水泳場
  - 周南市庭球場
  - 周南市ソフトボール球場
  - 周南市サッカー場
  - 周南市アーチェリー場
  - 周南市補助競技場
  - 周南市運動広場

- 周南市大道理地区体育館
- 周南市新南陽プール
- 周南市新南陽球場
- 周南市福川武道館
- 周南市新南陽体育センター
- 周南市高瀬サン・スポーツランド
- 周南市熊毛武道館
- 周南市熊毛体育センター
- 周南市鹿野プール
- 周南市鹿野庭球場
- 周南市鹿野総合体育館

### 社会教育施設
- 周南市学び・交流プラザ
- 鶴いこいの里

### 市民センター等
- 桜木市民センター
- 周陽市民センター
- 秋月市民センター
- 遠石市民センター
- 岐山市民センター
- 中央地区市民センター
- 今宿市民センター
  - 西松原分館
- 櫛浜市民センター
- 粭島市民センター
- 大島市民センター
- 久米市民センター
- 四熊市民センター

- 菊川市民センター
  - 富岡分館
  - 加見分館
- 小畑市民センター
- 夜市市民センター
- 戸田市民センター
  - 四郎谷分館
  - 津木分館
- 湯野市民センター
- 大向市民センター
- 大道理市民センター
- 長穂市民センター
- 中須市民センター

- 須々万市民センター
  - 別館
- 須金市民センター
- 大津島市民センター
  - 大津分館
- 和田市民センター
- 高水市民センター
- 勝間市民センター
- 大河内市民センター
- 三丘市民センター
- 新南陽ふれあいセンター

### 厚生施設
- 周南市ゆめプラザ熊毛
- 周南市コアプラザかの
- 周南市子育て交流センター

### 都市施設
- 周南市徳山駅前賑わい交流施設
- 周南市徳山駅南北自由通路

### 地方卸売市場
- 周南市地方卸売市場

### 地方公営企業
- 周南市上下水道局
- 周南市ボートレース事業局
  - 徳山競艇場（ボートレース徳山）

### 消防
- 周南市消防本部：旧徳山市・旧新南陽市・旧鹿野町の範囲を管轄
  - 中央消防署
  - 東消防署
  - 西消防署
  - 北消防署
- 周南市消防団：全域

### 一部事務組合
- 光地区消防組合：旧熊毛町の範囲を管轄
  - 北消防署
- 周南地区福祉施設組合
- 周南地区衛生施設組合

### 航空運輸

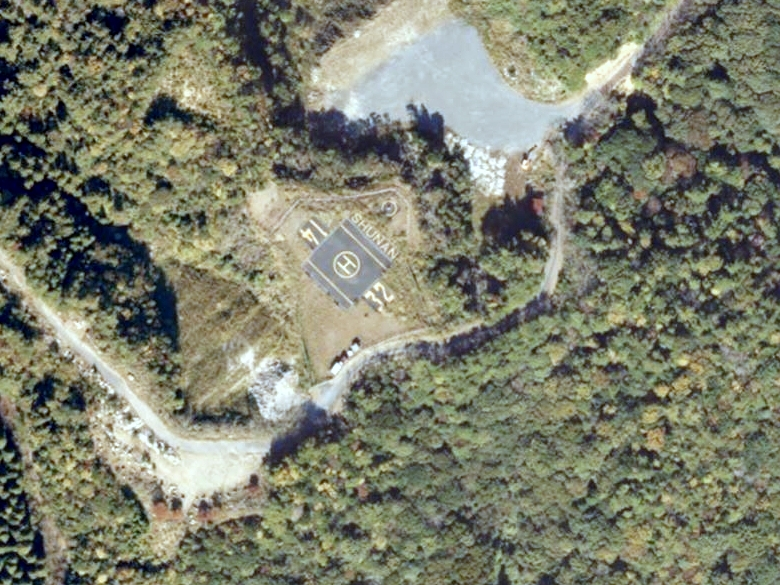
周南ヘリポートの空中写真（2022年）

- 周南ヘリポート（非公共用ヘリポート）

### 第三セクター等
- 公益財団法人周南市医療公社
  - 周南市立新南陽市民病院
- 大津島巡航（大津島へのフェリーと旅客船の運航）
- Kビジョン
- シティーケーブル周南
- 公益財団法人周南地域地場産業振興センター

## 国・県の機関

### 国出先機関
裁判所
- 山口地方裁判所周南支部

法務省
- 山口地方法務局周南支局
- 山口刑務所周南拘置支所
- 山口地方検察庁周南支部・周南区検察庁

出入国在留管理庁
- 広島出入国在留管理局周南出張所（徳山港湾合同庁舎内）

国土交通省
- 中国運輸局山口運輸支局徳山庁舎（徳山港湾合同庁舎内）

海上保安庁
- 第六管区海上保安本部徳山海上保安部

財務省
- 門司税関徳山税関支署（徳山港湾合同庁舎内）

国税庁
- 広島国税局徳山税務署

防衛省
- 自衛隊山口地方協力本部周南地域事務所

厚生労働省
- 山口労働局徳山労働基準監督署
- 山口労働局徳山公共職業安定所
- 広島検疫所徳山下松・岩国出張所（徳山港湾合同庁舎内）
- 地域医療機能推進機構徳山中央病院

### 山口県出先機関
- 総務部
  - 周南県税事務所（周南総合庁舎内）
  - さくらホール（周南総合庁舎内）
- 総合企画部
  - 周南県民局（周南総合庁舎内）
- 健康福祉部
  - 周南健康福祉センター（周南総合庁舎内）
    - 周南環境保健所

  - 周南児童相談所
- 農林水産部
  - 周南農林事務所（周南総合庁舎内）
- 土木建築部
  - 周南土木建築事務所（周南総合庁舎内）
  - 周南港湾管理事務所
  - 菅野ダム管理事務所
  - 向道ダム管理事務所
  - 川上ダム管理事務所
- 企業局
  - 東部発電事務所
  - 周南工業用水道事務所
- 山口県警察
  - 周南警察署：旧徳山市・旧新南陽市・旧鹿野町の範囲を管轄（旧熊毛町域は光市にある光警察署の管轄）
    - 周南西幹部交番：2006年4月1日に周南西警察署（旧新南陽警察署）から幹部交番へ格下げ
- 山口県立東部高等産業技術学校

## 姉妹都市・提携都市

### 日本国内提携都市
- 常滑市（愛知県） - 1997年(平成9年)3月27日 災害時相互応援協定締結

### 海外姉妹都市
- サンベルナルド・ド・カンポ市（ブラジル・サンパウロ州） - 旧徳山市から引き継ぎ
- タウンズビル市（オーストラリア・クイーンズランド州） - 旧徳山市から引き継ぎ
- エームスデルタ市（オランダ語版）（オランダ・フローニンゲン州） - 旧新南陽市から引き継ぎ。2021年1月にデルフザイル市が近隣自治体との合併によりエームスデルタ市となっても引き続き交流を続けることとなり、2023年8月1日に姉妹都市提携の再調印を行った。

## 産業

### 工業

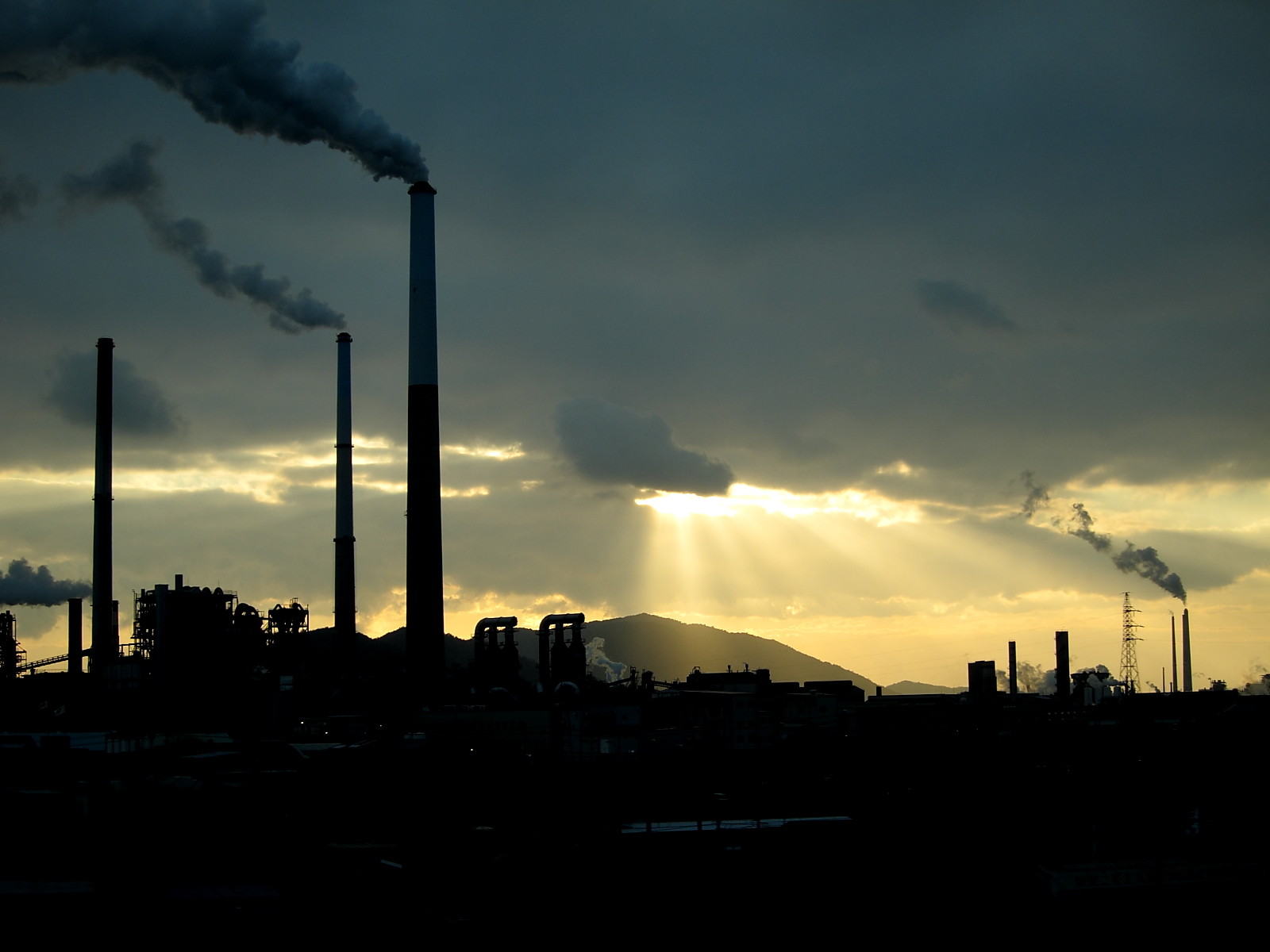
徳山の工場群

周南市の主要産業は重化学工業であり、周防徳山藩毛利水軍舟方跡、臨時海軍練炭製造所徳山本部、旧徳山海軍燃料廠等から発展した石油コンビナート（徳山コンビナート）が形成されている。
徳山湾沿いの沿岸部には大手化学メーカーのトクヤマ・東ソーや石油元売りの出光興産、ステンレス鋼加工の日鉄日新製鋼が拠点事業所を置き、製造品出荷額等は山口県内第1位で、瀬戸内工業地域の重要な位置を占める。また、工場群の夜景は日本夜景遺産にも認定され、観光（工場萌え）の要素も持ち合わせる。

### 商業

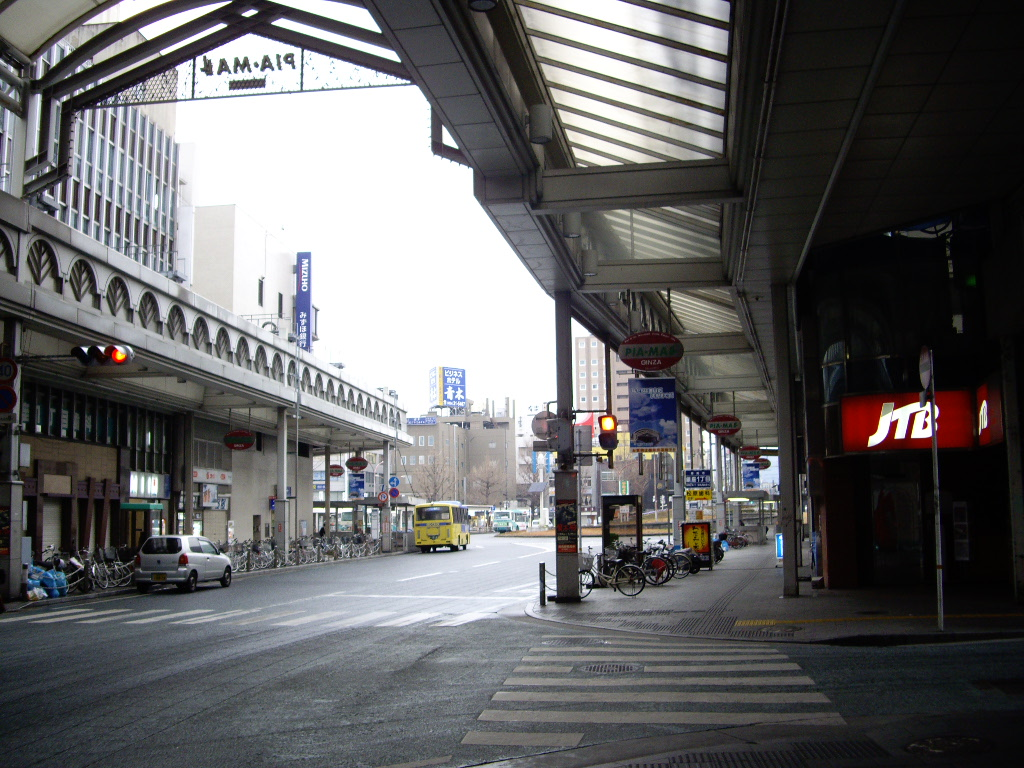
徳山銀座商店街

1960年代以降、徳山駅の北東に広がる中心市街地に、松下百貨店（のちの近鉄松下百貨店）、ダイエー徳山店（のちのトポス徳山店）、ニチイ徳山店（のちの徳山サティ）といった百貨店・総合スーパーの出店が相次ぎ、周南地区を代表する商業地として発展した。
1990年代以降は、モータリゼーションの進行に伴い、周辺部で郊外型ショッピングセンター（SC）やロードサイド店舗が発展した。旧新南陽市域でゆめタウン新南陽やイオンタウン周南が、隣接する下松市でザ・モール周南（現・ゆめタウン下松）やサンリブ下松などが開業した。一方、中心市街地の商業地は衰退が進み、それまで発展を支えた総合スーパーや百貨店はすべて姿を消した。
2012年（平成24年）に山口県が行った調査では、旧熊毛町域は下松市の第1次商圏、旧徳山市域・旧鹿野町域は下松市の第2次商圏となっており、市内から下松市への購買力の流出が顕著である実態が明らかとなった。一方、市内においても郊外型SCの立地する旧新南陽市域では、高い地元購買率を維持していた。
2010年代に入り、中心市街地では徳山駅周辺整備事業が着工された。平成末期の2014年から2017年頃には、旧徳山市域においても、ゆめタウン徳山やイオンタウン周南久米など、郊外型SCの出店が相次いだ。
店舗面積10,000m2を以上の大規模小売店鋪を以下に記す。
- イオンタウン周南
- イオンタウン周南久米
- ゆめタウン新南陽
- ゆめタウン徳山

### 農林水産業
南部は瀬戸内海に面しており、漁業が行われている。ふぐは下関市の特産品として有名であるが、周南市の粭島（すくもじま）は、ふぐの延縄漁法発祥地であることから、隠れたふぐの本場としても知られる。北部では農業が中心で、梨やぶどうが栽培されている。

### 名産・特産品
- 御影石（徳山みかげ） - 黒髪島で採石され、国会議事堂の建設石材の一部としても採用されている。
- おみくじ - 日本国内で流通するおみくじの7割を鹿野地区の女子道社で奉製している。
- 梨
- ぶどう（巨峰ワイン）
- 自然薯
- わさび
- 豚肉
- ふぐ
- 周南和牛
- 日本酒
- なすびじゃむ（熊毛農産物加工所）[16]

### 企業

#### 市内に本社・本店を置く企業

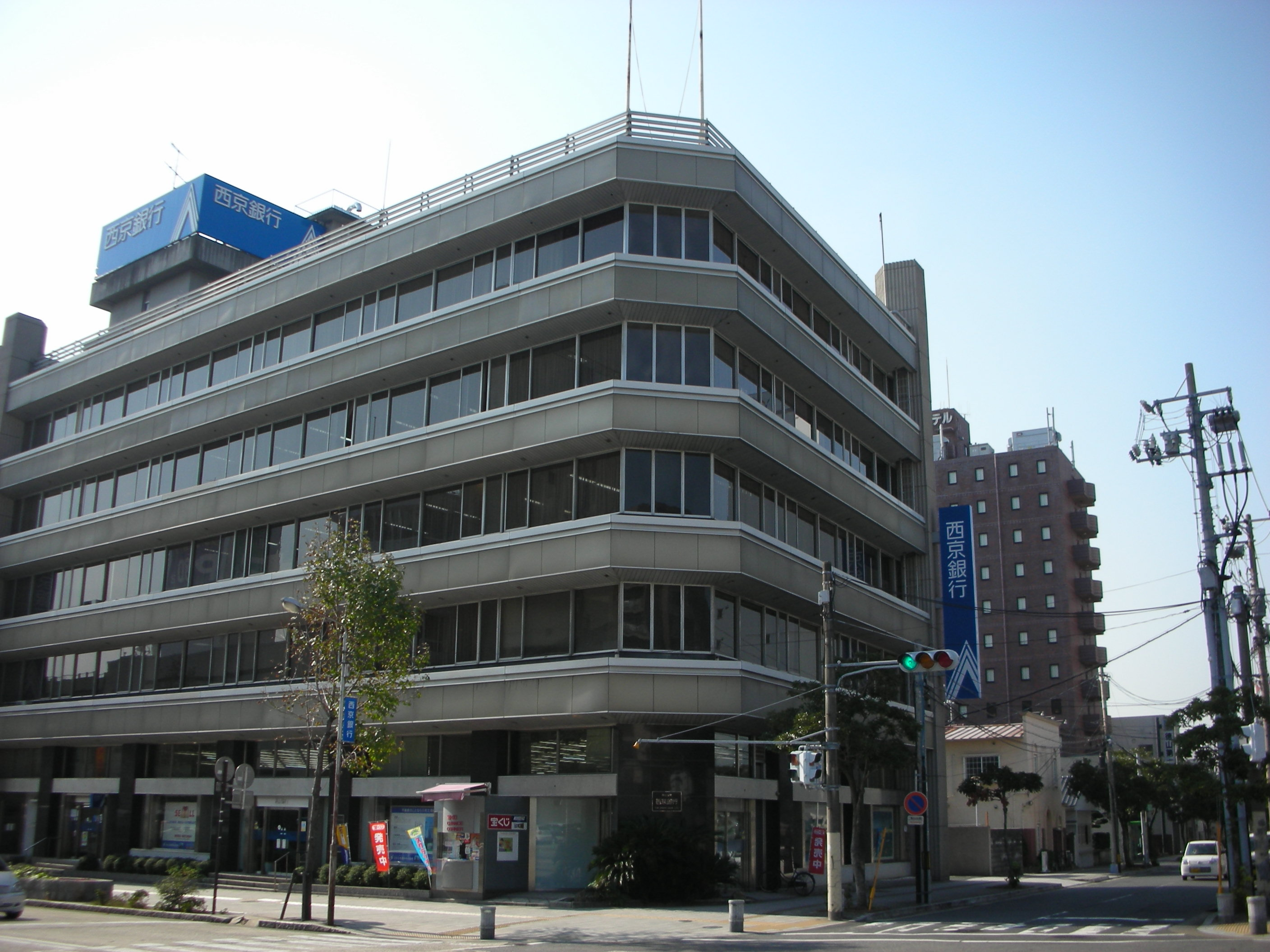
西京銀行本店

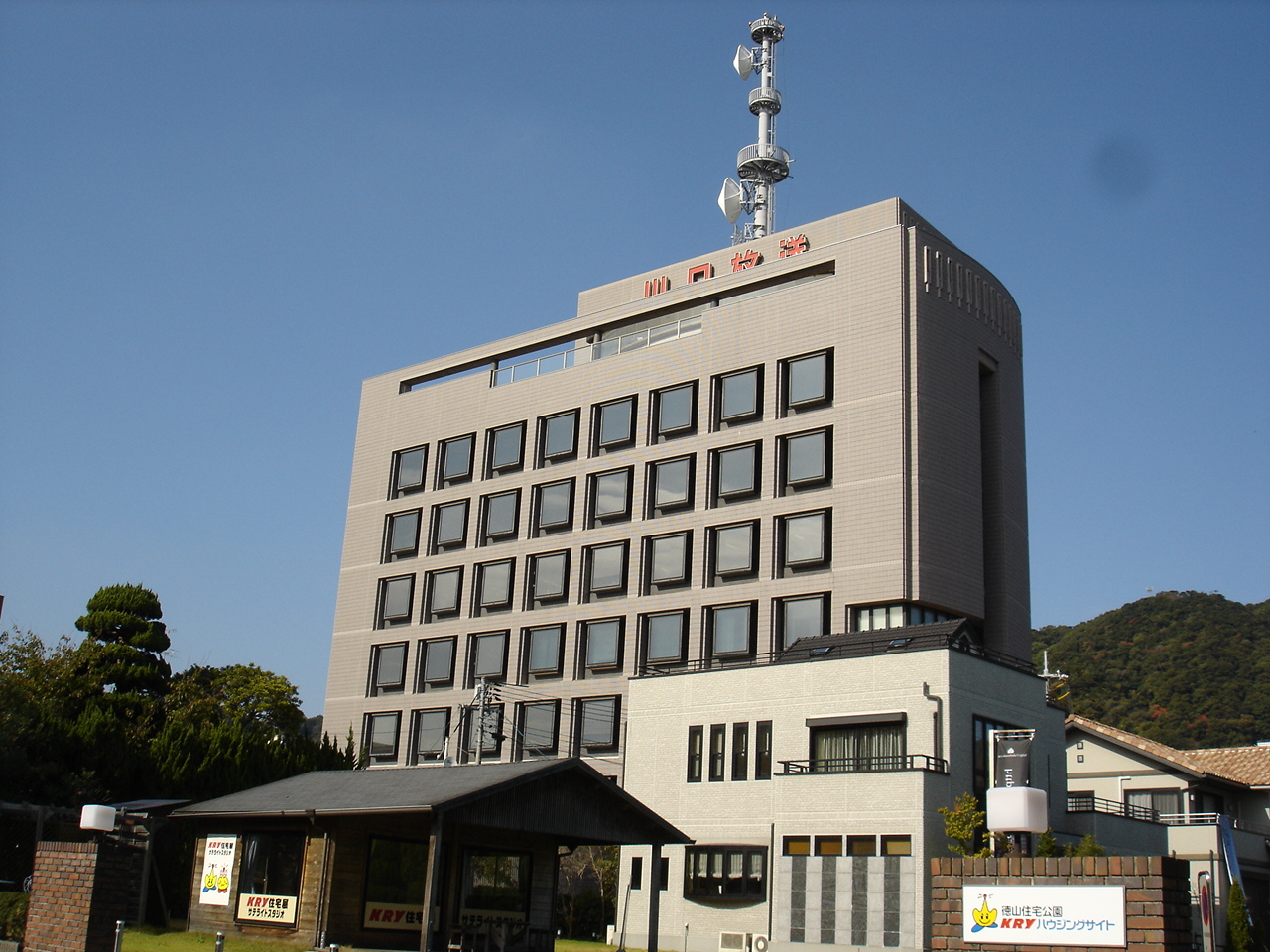
山口放送本社

- 岩崎宏健堂
- 西京銀行
- シマヤ
- スオーナダフェリー
- 東ソー
- トクヤマ
- トヨタカローラ山口
- ネッツトヨタ山口
- 日本ハウス
- 防長交通
- 山口放送
- 山田石油
- 洋林建設
- サードプラネット
- 徳山コーヒーボーイ
- トクヤマ海陸運送

#### 市内に生産拠点を置くメーカー
- 出光興産（徳山事業所） - 2014年（平成26年）3月14日までは徳山製油所として石油精製を行っていた。現在は近隣への石油供給拠点となっている[9]。
- 東ソー（本店・南陽事業所）
- トクヤマ（本店・徳山製造所）
- 日新製鋼（周南製鋼所）
- 日本精蠟（徳山工場）
- 日本ゼオン（徳山工場）

#### 金融機関
第二地銀である西京銀行の本店のほか、県内外の銀行や、みずほ銀行・三菱UFJ銀行の2つの都市銀行が支店を構える。三菱UFJ銀行徳山支店は旧三菱銀行→東京三菱銀行の店舗で、東京三菱銀行時代は県内唯一の店舗だった（三菱UFJ銀行徳山支店は2023年2月20日で閉鎖され宇部支店に統合される）。
- 西京銀行 - 本店、周南支店、富田支店、桜木支店（ブランチインブランチを除く）
- 山口銀行 - 徳山支店、徳山西支店、徳山駅前支店、周南団地支店、都濃支店、櫛ケ浜支店、福川支店、富田支店、鹿野支店、呼坂支店
- 東山口信用金庫 - 周南支店・月丘町支店、徳山支店、遠石支店、富田支店、福川支店
- 広島銀行 - 徳山支店
- もみじ銀行 - 徳山支店
- 三菱UFJ銀行 - 徳山支店（2023年2月20日で閉鎖され宇部支店に統合[17]）
- みずほ銀行 - 徳山支店
- 伊予銀行 - 徳山支店
- 中国労働金庫 - 徳山支店
- 信用組合広島商銀 - 徳山支店
- 朝銀西信用組合 - 徳山支店
- 大和証券 - 徳山支店
- 野村證券 - 徳山支店
- 東洋証券 - 徳山支店
- ひろぎん証券 - 徳山支店
- ワイエム証券 - 徳山支店
- 商工中金 - 徳山支店
- 日本政策金融公庫 - 徳山支店

## 教育

### 大学
- 公立
  - 周南公立大学

### 高等専門学校
- 徳山工業高等専門学校

### 高等学校
- 県立
  - 山口県立徳山高等学校（徳山北分校、鹿野分校）
  - 山口県立新南陽高等学校
  - 山口県立熊毛北高等学校
  - 山口県立徳山商工高等学校
  - 山口県立南陽工業高等学校
- 私立
  - 山口県桜ケ丘高等学校

### 中学校
- 市立

（旧徳山市域）
- 秋月中学校
- 菊川中学校
- 岐陽中学校
- 太華中学校
- 鼓南中学校
- 桜田中学校
- 周陽中学校
- 須々万中学校
- 住吉中学校
- 中須中学校

（旧新南陽市域）
- 富田中学校
- 福川中学校

（旧熊毛町域）
- 熊毛中学校

（旧鹿野町域）
- 鹿野中学校

（休校中）
- 大津島中学校
- 須金中学校

- 私立
  - 晃英館中学校

### 小学校
全て市立小学校である。
（旧徳山市域）
- 秋月小学校
- 今宿小学校
- 菊川小学校
- 岐山小学校
- 櫛浜小学校
- 久米小学校
- 鼓南小学校
- 桜木小学校
- 周陽小学校
- 須磨小学校
- 遠石小学校
- 徳山小学校
- 沼城小学校
- 戸田小学校
- 夜市小学校
- 湯野小学校

（旧新南陽市域）
- 富田西小学校
- 富田東小学校
- 福川小学校
- 福川南小学校
- 和田小学校

（旧熊毛町域）
- 大河内小学校
- 勝間小学校
- 高水小学校
- 三丘小学校
- 八代小学校

（旧鹿野町域）
- 鹿野小学校

（休校中）
- 大津島小学校
- 大向小学校
- 小畑小学校
- 久米小学校譲羽分校
- 須磨小学校峰畑分校
- 四熊小学校
- 長穂小学校
- 中須小学校

### 特別支援学校
- 山口県立周南総合支援学校
- 山口県立徳山総合支援学校

### 専修学校・各種学校
- 徳山看護専門学校
- 徳山総合ビジネス専門学校

## 交通

### 鉄道
- 西日本旅客鉄道（JR西日本）
  - 山陽新幹線：徳山駅（中心となる駅）

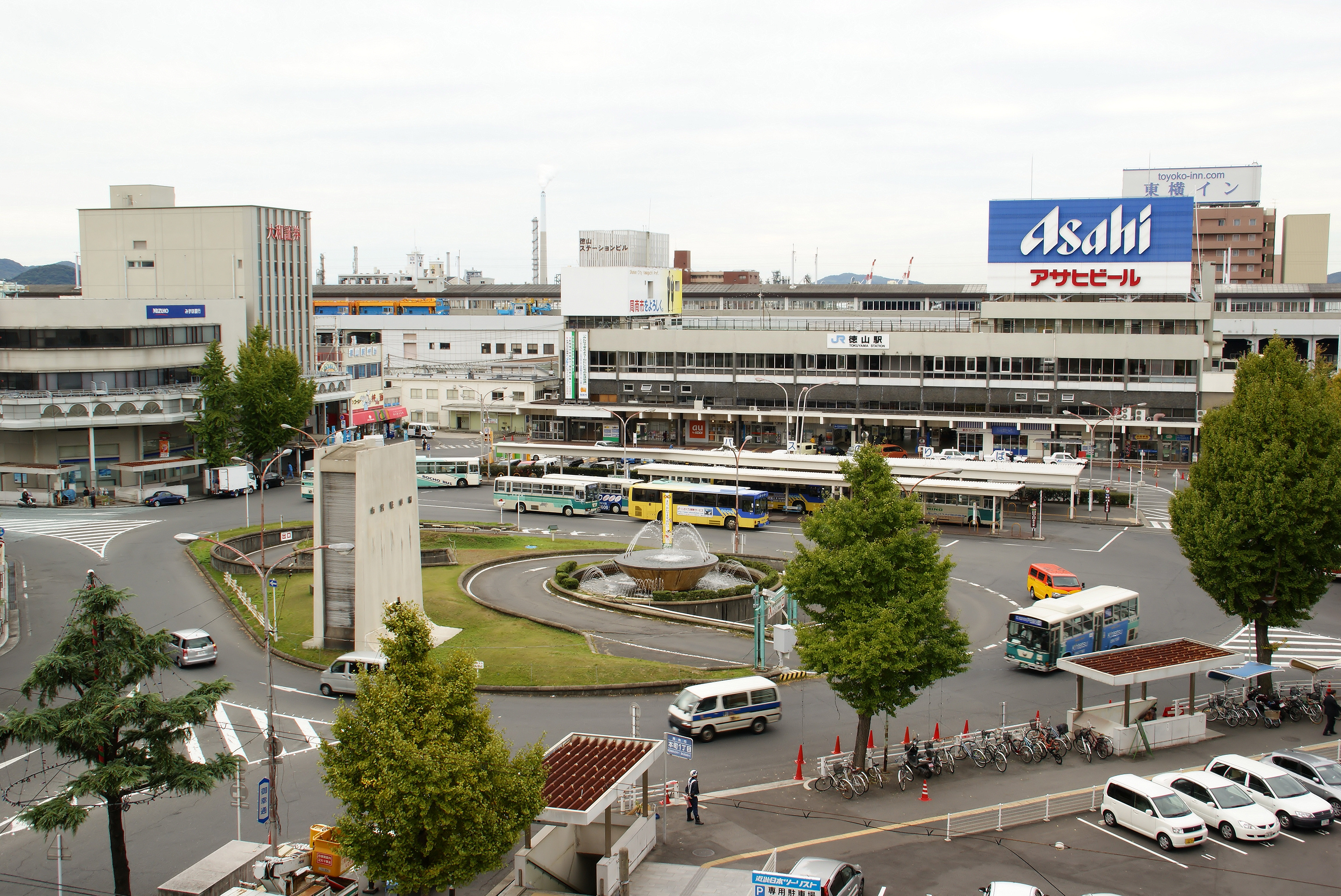
徳山駅北口駅前広場

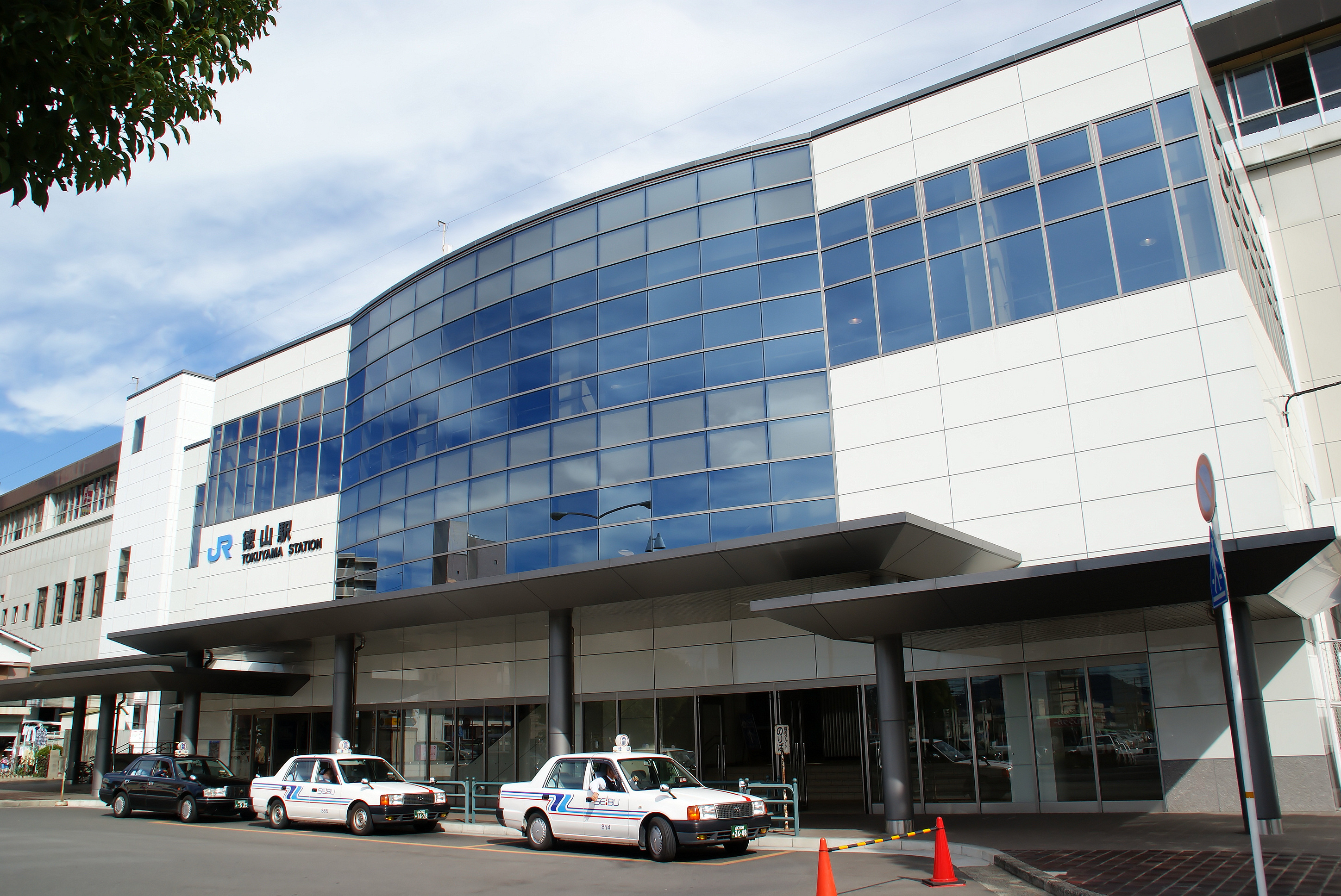
徳山駅新幹線口（南口）

  - 山陽本線：櫛ケ浜駅 - 徳山駅 - 新南陽駅 - 福川駅 - 戸田駅
  - 岩徳線：高水駅 - 勝間駅 - 大河内駅 - （この間3駅は下松市） - 櫛ケ浜駅

### バス

#### 路線バス
すべて防長交通による運行。
- 周南市内
- 周南市 - 防府市 - 山口市
- 周南市 - 山口市旧徳地町域
- 周南市 - 下松市 - 光市 - 柳井市
- 周南市旧熊毛町域 - 下松市
- 周南市旧熊毛町域 - 光市

#### 高速バス
以下の路線が周南市内を発着・経由する。すべて防長交通による運行。
※太字は周南市内の停車地
| 愛称名                   | 運行区間 |
| ------------------------ | --- |
| 萩エクスプレス           | 東京（東京駅・霞が関） - 熊毛インター・徳山駅前 ※夜行                                                                      |
| 福岡・防府・周南ライナー | 福岡市（博多BT） - 道の駅ソレーネ周南・新南陽高校前・徳山駅前ほか                                                          |
| （愛称名なし）           | 広島市（広島BCほか） - 玖珂インター - 熊毛インター・徳山市役所前・徳山駅前・新南陽高校前・湯野温泉口ほか - 防府市 - 山口市 |

### 道路

#### 高速道路
- 西日本高速道路（NEXCO西日本）
  - 中国自動車道（鹿野IC - 鹿野SA）
  - 山陽自動車道（熊毛IC - 徳山東IC - 徳山西IC）

#### 国道
- 国道2号（周南バイパス）
- 国道315号
- 国道376号
- 国道434号
- 国道489号

### 港湾

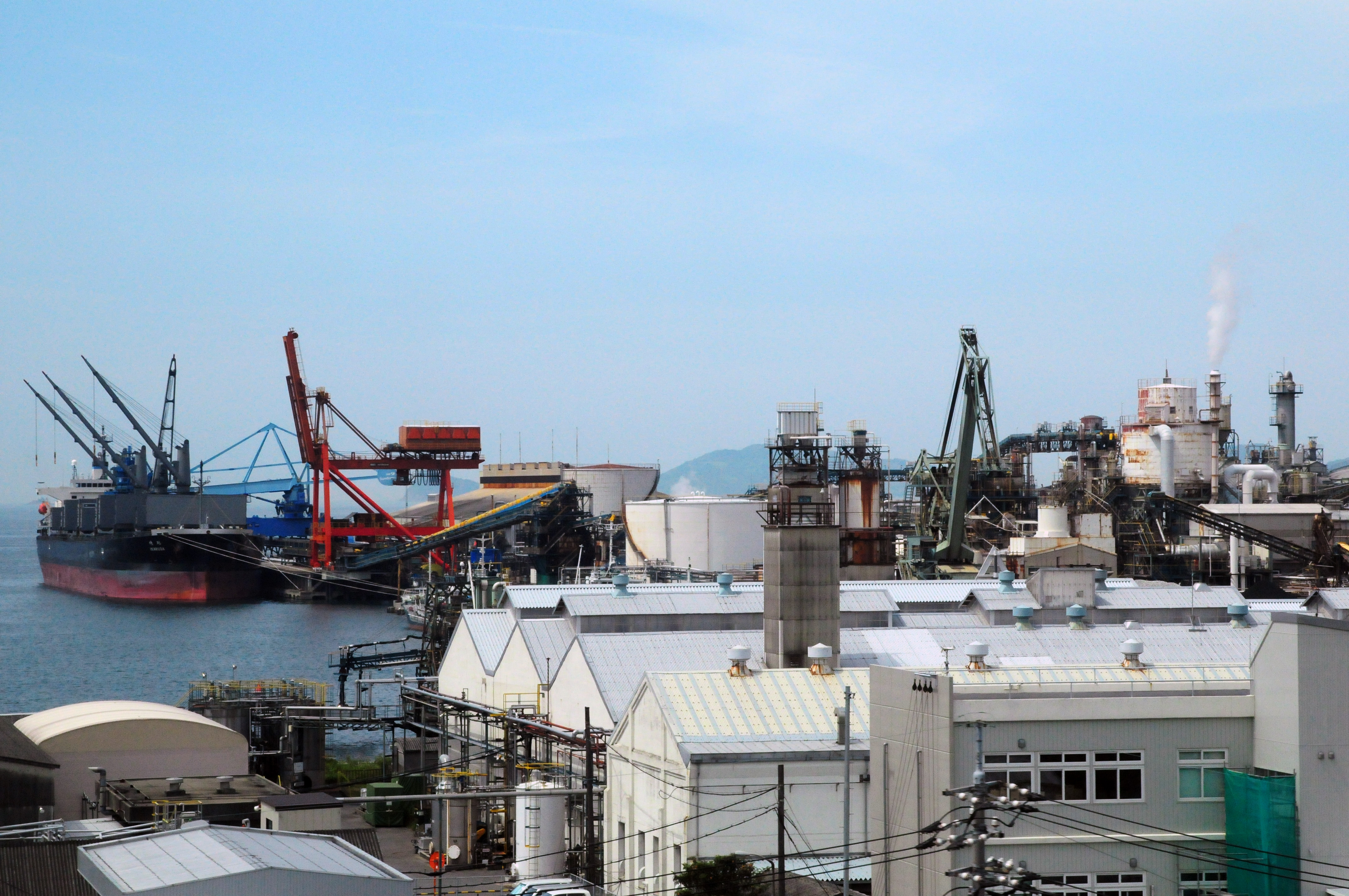
徳山下松港

- 徳山下松港（国際拠点港湾）

#### 定期旅客航路
- スオーナダフェリー
  - 徳山港 - 竹田津港（大分県国東市国見町大字竹田津）
- 大津島巡航
  - 徳山港 - 大津島（馬島・刈尾・瀬戸浜・本浦） - 黒髪島

## 観光地
- 都心部・島しょ部
  - 周南コンビナートの工場夜景
    - 晴海親水公園 - 日本夜景遺産に選定

  - 周南市徳山動物園
  - 周南市美術博物館

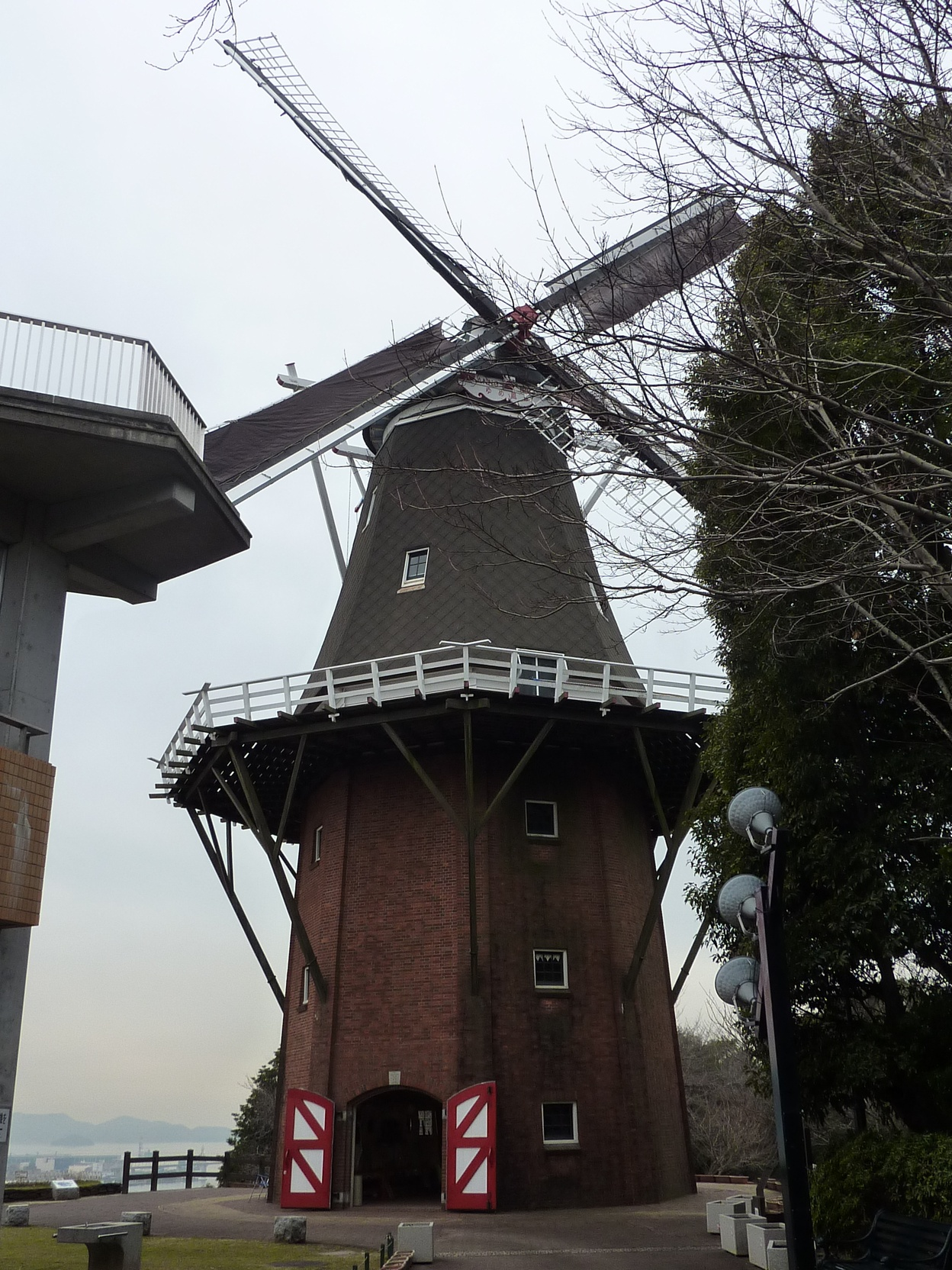
永源山公園

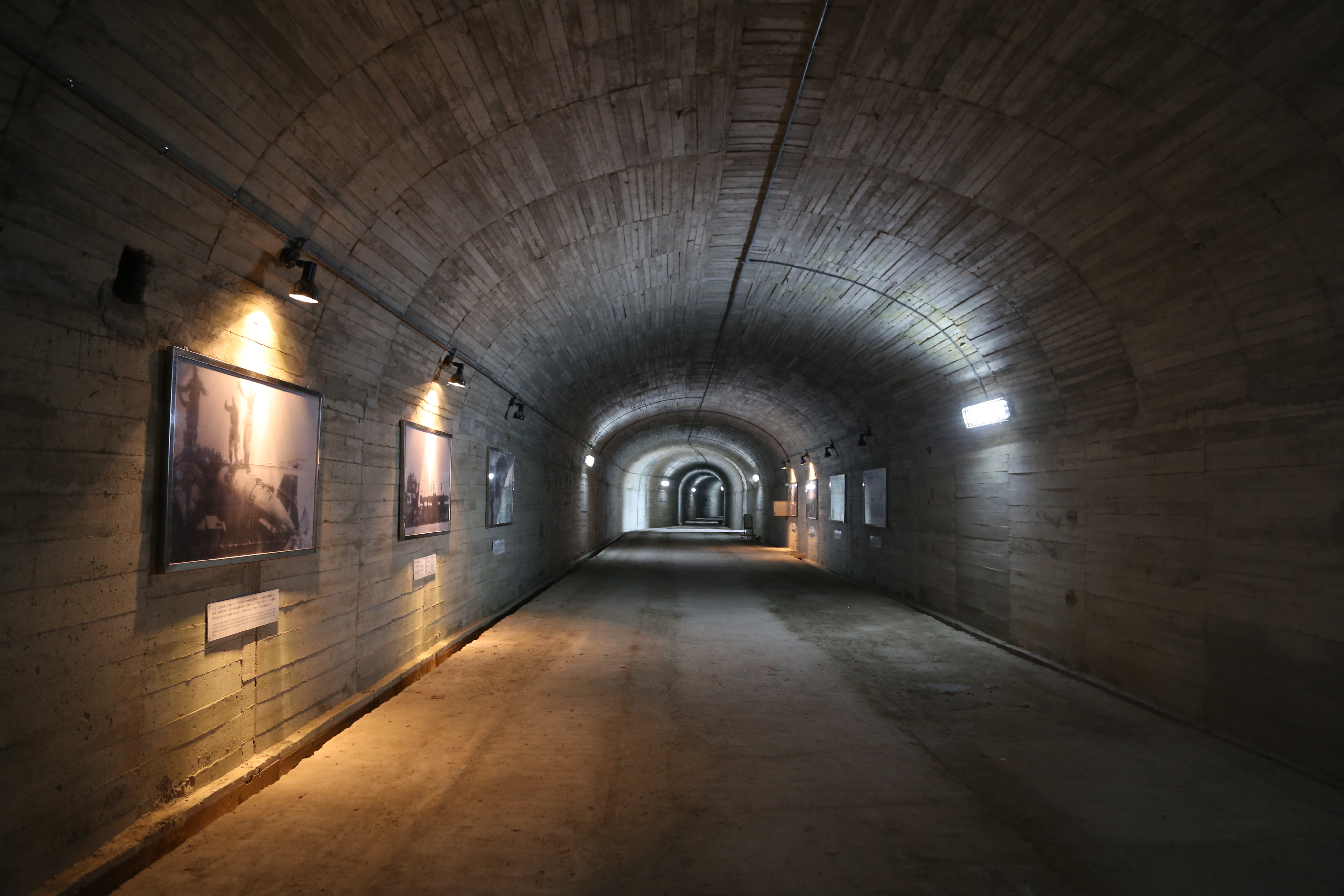
大津島の魚雷実験場に続くトンネル

  - 遠石八幡宮 - 本殿など8件が国の登録有形文化財
  - 児玉神社
  - 祐綏神社
  - 周南市市長公舎 - 国の登録有形文化財
  - 周南緑地
  - 太華山
  - 大津島 - 旧海軍の人間魚雷「回天」の特攻基地があり、回天記念館や魚雷発射訓練基地跡がある。
  - 永源山公園・ゆめ風車
  - 旧日下医院 - 国の登録有形文化財
  - 四熊家住宅主屋及び診療棟 - 国の登録有形文化財
  - 若山城跡 - 県指定史跡
  - 川崎観音
  - 長田海浜公園
- 西部
  - 道の駅ソレーネ周南
  - 湯野温泉
  - 山田家本屋 - 県指定有形文化財
- 東部
  - 三丘温泉
  - 呼鶴温泉
  - 勝栄寺 - 土塁及び旧境内は県指定史跡
  - 徳修館 - 県指定有形文化財
- 北部・中山間部
  - 八代のツルおよびその渡来地 - 国の特別天然記念物
    - 鶴いこいの里交流センター・野鶴監視所

  - 須金フルーツランド
  - 漢陽寺
  - 石船温泉
  - 長野山緑地公園
  - 二所山田神社
  - 鹿野ファミリーランド
  - 潮音洞 - 県指定史跡
  - 氷見神社社叢 - 県指定天然記念物

### イベント
- 永源山公園つつじ祭り（5月）
- 花☆ワイン周南まんま市場（5月）
- 徳山夏まつり（7月）
- サンフェスタしんなんよう（8月）
- 徳山大学ポプラ祭（11月）
- 冬花火・銀嶺の舞（12月）
- 周南冬のツリーまつり（12月）
- 周南萌えサミット（時期不定）
- 周南「絆」映画祭（時期不定）

## メディア
- 新聞
  - 山口新聞周南支社（みなと山口合同新聞社）
  - 中国新聞周南支局
  - 読売新聞周南支局
  - 朝日新聞東山口支局
  - 毎日新聞周南支局
  - 日刊新周南本社
- ラジオ・テレビ兼営
  - NHK山口放送局周南支局
  - 山口放送（KRY）本社・スタジオ
- テレビ
  - テレビ山口（tys）山口東部本社・周南スタジオ
  - 山口朝日放送（yab）周南支社・周南スタジオ
- ラジオ
  - エフエム周南（コミュニティFM）本社・送信所（演奏所・スタジオは下松市）
- ケーブルテレビ
  - シティーケーブル周南（CCS）（旧熊毛町を除く）
  - Kビジョン（旧熊毛町）
  - メディアリンク

## 出身者・ゆかりのある人物

### 政治
- 赤松克麿 （国家社会主義運動家、衆議院議員）
- 赤松常子 （労働運動家、参議院議員、赤松克麿の妹）
- 井上哲士（日本共産党参議院議員）
- 黒神直久（元徳山市長、元神社本庁総長）
- 高村坂彦（元徳山市長、元衆議院議員、元文部省政務次官）
- 高村正彦（元外務大臣、元衆議院議員、高村坂彦の子）
- 高村正大（自由民主党衆議院議員、高村正彦の子）
- 児玉源太郎（日露戦争で満州軍総参謀長、台湾総督）
- 藤江弘一（元自由民主党参議院議員、元総務事務次官）
- 山中恒三（元富山県知事、埼玉県知事）

### 司法
- 戸倉三郎（最高裁判所長官、東京高等裁判所長官、最高裁判所事務総長）
- 林景一（最高裁判所判事、駐イギリス特命全権大使、内閣官房副長官補）

### 経済
- 高橋亀吉（経済評論家、経済史研究者）
- 藻谷浩介（日本総合研究所調査部主席研究員、地域エコノミスト）
- 山本寿宣（東ソー社長、日本ソーダ工業会会長）

### 学術
- 浅田栄次（英学家）
- 岩崎民平（英語学者）
- 飯田哲也（エネルギー学者）
- 井本農一（国文学者）
- 清末愛砂（法学者、室蘭工業大学教授）

### 文化
- 青木健作（小説家）
- 木下龍也（歌人）
- 浜田敬子（ジャーナリスト、元Business Insider Japan統括編集長、元AERA編集長）
- 笹戸千津子（彫刻家）
- 貞本義行（キャラクターデザイナー、イラストレーター、漫画家、アニメーター）
- 林忠彦（写真家）
- 福田靖（脚本家。HERO、海猿の脚本で知られる）
- まど・みちお（詩人）
- 光田康典（作曲家）
- 森園みるく（漫画家）
- 渡辺おさむ（現代美術家）

### 芸能
- いかちゃん（お笑い芸人）
- 板野俊雄（JOHNNYS' ジュニア・スペシャル）
- 伊東敏恵（NHKアナウンサー）
- 今井麻美（声優）
- gure（Hawaiian6）
- 大橋照子（ラジオパーソナリティ）
- 緒川たまき（女優）
- GAO（歌手）
- 夏奈子（タレント、アイドル・お掃除ユニット東京CLEAR'S）
- 香綾しずる（元宝塚歌劇団雪組男役）
- 斉藤まりあ（元日本テレビアナウンサー）
- 佐倉薫（声優）
- 佐藤良子（日本テレビアナウンサー）
- 白珠イチゴ（お笑い芸人）
- 津田真澄（俳優、声優）
- 戸田真紀子（女優）
- 武藤央子 (フリーアナウンサー)
- 福田健治 (前 カステラ 歌手)
- 福田麻由子 (女優）
- 藤井澪奈（タレント、アイドル・山口活性学園メンバー）
- 我こそは田中（お笑い芸人）

### スポーツ
- 磯松大輔（陸上競技選手）
- 伊藤繁雄（卓球選手・世界選手権シングルス優勝および団体優勝）
- 大中元気（ボクシング選手）
- 片山大樹（プロ野球選手、元阪神タイガース）
- 椎木匠（プロ野球選手、元西武ライオンズ他）
- 重広恒夫（登山家）
- 田中達也（元サッカー選手、元日本代表・アテネオリンピック出場）
- 土信田悠生（サッカー選手）
- 尾崎優成（サッカー選手）
- 長州力（プロレスラー）
- 津田恒実（プロ野球選手、元広島東洋カープ）
- 長岡三重子（水泳選手、実業家、能楽師）
- 中村太地（プロバスケットボール選手）
- 難波宏治（バレーボール選手）
- 原田裕花（バスケットボール選手・元全日本代表主将・アトランタ五輪7位入賞）
- 毛利昭彦（格闘家）

### その他
- 有馬実成（曹洞宗僧侶）
- 飯田房太 - 日本の海軍軍人、戦闘機操縦士
- 弘中又一（夏目漱石の小説｢坊っちゃん｣のモデルとなった人物）

## 周南市を舞台にした作品
- 映画
  - 出口のない海（大津島）
  - ロボコン（徳山工業高等専門学校（実際のロボコン出場経験あり。主人公たちの在籍する高専として実名で登場）、浦山国道2号歩道、周南市総合スポーツセンター、湯野温泉紫水園、徳山港）
- 絵本
  - えんとつ町のプペル（周南コンビナートが舞台「えんとつ町」のモデルの一つとされている[18]）

## 電話・郵便

### 電話番号
市外局番は、旧熊毛町が0833（40 - 79、90 - 99）、その他が0834（20 - 69、80 - 89）となっている。
- 0834（20 - 69、80 - 89）エリア
  - 周南市（旧熊毛町を除く）
- 0833（40 - 79、90 - 99）エリア
  - 下松市・光市（旧大和町を除く）・周南市（旧熊毛町）

### 郵便
郵便番号は、以下の通りとなっている。
- 徳山郵便局:745-00xx、745-08xx、745-85xx、745-86xx、745-87xx、745-11xx、746-00xx、746-85xx、746-86xx、746-87xx、746-01xx[注釈 4]
- 須々万郵便局:745-01xx、745-04xx、745-05xx[注釈 5]
- 鹿野郵便局:745-03xx、745-02xx[注釈 6]
- 熊毛郵便局:745-06xx[注釈 7]
- 串郵便局（所在地は山口市徳地町）:747-06xx